# Bernard Goldman
 (octobre 2018).
Si vous disposez d'ouvrages ou d'articles de référence ou si vous connaissez des sites web de qualité traitant du thème abordé ici, merci de compléter l'article en donnant les références utiles à sa vérifiabilité et en les liant à la section « Notes et références ».
Bernard Goldman (1922-2006) est un historien de l'art et archéologue américain spécialisé dans le Proche-Orient ancien. Il est l'auteur de plusieurs ouvrages dans le domaine. Détenteur d'un doctorat de l'Université du Michigan, il a été professeur d'histoire de l'art à l'Université de Wayne State. En tant qu'expert de l'art persan ancien, il a passé de nombreuses années en Iran.

## Publications
- The Sacred Portal : a primary symbol in ancient Judaic art, Lanham, MD : University Press of America, 1986.
- Reading and Writing in the Arts  : a handbook, Detroit : Wayne State University Press, 1978.
- The ancient arts of Western and Central Asia : a guide to the literature, Ames : Iowa State University Press, 1991.
- En collaboration avec Clark Hopkins et Jack Leonard Benson, The Asiatic ancestry of the Greek Gorgon, Copenhagen : Ejnar Munksgaard, 1961.